# Internazionali di Tennis Monza e Brianza 2008
Gli Internazionali di Tennis Monza e Brianza 2008, noti come Mitsubishi Electric Europe Cup per motivi di sponsorizzazione, sono stati un torneo di tennis facente parte della categoria ATP Challenger Series nell'ambito dell'ATP Challenger Series 2008. Il torneo si è giocato a Monza in Italia dal 7 al 13 aprile 2008 su campi in terra rossa e aveva un montepremi di $35 000+H.

## Vincitori

### Singolare
Albert Montañés ha battuto in finale  Alberto Martín con il punteggio di 3–6 7–6(1) 6–3

### Doppio
Stefano Galvani /  Alberto Martín hanno battuto in finale  Denis Gremelmayr /  Simon Greul con il punteggio di 7–5 2–6 [10-3]